# John Kander
John Harold Kander (18 de març de 1927) és un compositor estatunidenc autor d'un bon nombre de musicals formant equip amb Fred Ebb. Kander va compondre la música per al musical Cabaret, per la qual l'equip Kander and Ebb va guanyar el Premi Tony Premi Tony a la Millor Banda Sonora Original l'any 1967. Kander I Ebb varen rebre el premi Honorífic del Centre Kennedy el desembre de 1998.

## Vida i carrera
John Kander va néixer a Kansas City (Missouri), el 18 de març de 1927. Kander va créixer a Kansas, assistint a l'institut de Westport i a la Pembroke Country-Day School. El seu pare, Harold S. Kander, treballava en el negoci de gallines i ous del seu sogre, mentre inculcava a ell i al seu germà Edward un interès per les arts. Regularment, els pares els portaven a concerts de l'orquestra i el teatre locals, i cada any feien un viatge a Nova York per veure teatre. Kander va assistir a les seves primeres actuacions d'òpera a l'edat de nou anys, quan l'òpera del Teatro San Carlo va portar a Kansas City les seves produccions d'Aida i Madama Butterfly. Segons explicava Kander, "la meva mare em va agafar i vam seure a primera fila. Hi havia aquests gegants de l'escena, i els meus peus penjaven sobre el seient. Vaig quedar aclaparat, fins i tot podia veure les cordes que subjectaven les barbes dels soldats egipcis... El meu interès per explicar una història a través de la música de diferents maneres deriva d'experiències primerenques com aquelles."
Durant els anys 40, Kander va unir-se al Cos de Cadets de la Marina Mercant dels Estats Units Merchant. Després de completar la seva formació a Califòrnia i navegant entre San Fransisco i Àsia, Kander va deixar el Cos el 3 de maig de 1946. Tanmateix, a causa dels canvis en les regles del servei nacional, va ser forçat a enrolar-se com a Reservista de l'exèrcit el setembre del mateix any, després d'haver ja completat un semestre al Conservatori de Música Oberlin. Durant la Guerra de Corea, Kander va ser ordenat a complir el seu deure actiu, però va quedar-se a Nova York durant sis mesos d'observació, després que un xequeig mèdic revelés cicatrius als seus pulmons. Fou oficialment alliberat el 3 de juliol de 1957.
Kander va estudiar música a l'Oberlin College i a la Universitat de Colúmbia, on fou un protegit de Douglas Moore, i estudià composició amb Jack Beeson i Otto Luening. Va rebre el títol de master per la Universitat de Colúmbia el 1953. Seguint els seus estudis, John Kander va començar a dirigir teatres d'estiu abans de fer de pianista d'assaig per al musical West Side Story de Robert Wise i Jerome Robbins a Nova York. Allà, Kander va conèixer el coreògraf Jerome Robbins, que li va suggerir de compondre la música de ball per a un espectacle l'any 1959. Després d'aquella experiència, va escriure arranjaments de ball per a Irma la Douce el 1960.
El primer musical produït per John Kander fou A Family Affair el 1962, escrit amb James Goldman i William Goldman. El mateix any, Kander va conèixer Fred Ebb a través del seu editor mutu, Tommy Volando. La primera cançó escrita conjuntament per Kander i Ebb, My Coloring Book, es va fer popular per un enregistrament de Sandy Stewart, i la seva segona cançó, I Don't Care Much, es va fer famosa gràcies a Barbra Streisand, i feu de Kander i Ebb un equip permanent. El 1965, s'estrenà el primer espectacle de Kander i Ebb a Broadway, Flora the Red Menace, produït per Hal Prince, dirigit per George Abbott, i amb llibret de George Abbott i Robert Russell, en el qual Liza Minnelli feu la seva primera aparició a Broadway. Des d'aleshores, Kander i Ebb varen estar associats per escriure material per a Liza Minnelli i Chita Rivera, i varen produir material especial per a les seves aparicions en directe i per televisió.
Dels musicals Cabaret i Chicago se'n varen fer pel·lícules; la versió de pel·lícula de Chicago va guanyar el 2002 un Oscar a la millor fotografia.
Kander, juntament amb Ebb, també va escriure cançons per a l'obra de Thornton Wilder The Skin of Our Teeth, estrenada a Londres, però els drets varen ser per al nebot de Wilder.
El seu primer musical sense Fred Ebb després de molts anys, The Landing, amb llibret i lletres de Greg Pierce, va ser estrenat al Vineyard Theatre, estrenant la temporada 2013–2014
El musical més nou de Kander, Kid Victory, també amb Greg Pierce, va fer l'estrena mundial el 28 de febrer de 2015 al Signature Theatre d'Arlington.

## Vida personal
El 2010, Kander es va casar amb el coreògraf i ballarí Albert Stephenson, el seu soci des de 1977, a Toronto. El nebot de Kander, Jason Kander, és Secretari d'Estat de Missouri.

## Obres de John Kander
Lletres de Fred Ebb, tret que s'indiqui el contrari
Musicals
- (1962) A Family Affair - lletres per William Goldman
- (1965) Flora the Red Menace
- (1966) Cabaret
- (1966) Go Fly a Kite – música i lletres també de Walter Marks
- (1968) The Happy Time
- (1968) Zorba
- (1971) 70, Girls, 70
- (1976) Chicago
- (1978) The Act
- (1981) Woman of the Year
- (1984) The Rink
- (1984) Diamonds – dues cançons: "Winter in New York" i "Diamants Are Forever""
- (1991) And The World Goes 'Round
- (1992) Petó de la Dona d'Aranya
- (1997) Acer Pier
- (1999) Fosse
- (1999) Over and Over - també titulat The Skin of Our Teeth
- (2001) La Visita
- (2006) Curtains – lletres addicionals de Rupert Holmes
- (2007) All About Us - revisió de Over and Over
- (2010) The Scottsboro boys (algunes lletres escrites per Kander mateix, després de la mort d'Ebb)

Pel·lícules
El duo també va contribuir amb cançons a les pel·lícules següents:
- (1972) Cabaret – 12 cançons (majoritàriament al principi del musical del mateix nom)
- (1975) Funny Lady – 6 cançons
- (1976) Lucky Lady – 2 cançons
- (1976) A Matter of Time, aka Nina – 2 cançons
- (1977) New York, New York – 4 cançons
- (1979) French Postcards– 1 cançó
- (1991) Stepping Out – 1 cançó
- (2002) Chicago – 15 cançons (majoritàriament al principi del musical del mateix nom, més una cançó tallada de l'espectacle original, el qual corre sota els crèdits finals)

Música de pel·lícules
- (1970) Something for Everyone
- (1979) Kramer vs. Kramer
- (1982) Sota sospita (Still of the Night])
- (1983) Blue Skies Again
- (1984) Places in the Heart
- (1985) An Early Frost (pel·lícula per a la TV, NBC)
- (1989) I Want to Go Home
- (1991) Billy Bathgate
- (1994) Breathing Lessons (Pel·lícula per a la TV, CBS)
- (1996) The Boys Next Door (Pel·lícula per a la TV, CBS)

Televisió
- (1970) Liza!
- (1973) Ol' Blue Eyes Is Back (Frank Sinatra)
- (1972) Liza with a Z
- (1976) Gypsy In My Soul (Shirley MacLaine)
- (1980) Baryshnikov on Broadway
- (1986) Liza In London
- (1988) Sam Found Out, A Triple Play
- (1992) Liza Minnelli, Live From Radio City Music Hall

## Premis i reconeixements
- (1967) Premi Tony, Composer and Lyricist, per Cabaret
- (1967) Premi Grammy, per Cabaret, Original Cast Album
- (1973) Premi Emmy, per Liza With A Z
- (1981) Premi Tony, Original Score, per Woman Of The Year
- (1993) Premi Tony, Original Score, per Kiss Of The Spiderwoman
- (1993) Premi Emmy, per Liza Minnelli Live! From Radio City Music Hall
- (1998) Premi Laurence Olivier, per la producció a Londres de Chicago
- (1998) Premi Grammy, per Chicago, Musical Show Album
- (2010) Premi Drama Desk, Outstanding Lyrics, per The Scottsboro Boys

Com a equip també varen rebre nombroses nominacions, que inclouen cinc premis Tony addicionals, dos premis Òscars, i quatre Premis Globus d'Or.
Kander, com Ebb, és també membre de la American Theater Hall of Fame, des del 1991.
El 1998, Kander i Ebb varen rebre el premi Honorífic del Kennedy Center per la seva trajectòria.